# Zeitschrift für die Praxis der Mitarbeitervertretung in den Einrichtungen der katholischen und evangelischen Kirche
Die Zeitschrift für die Praxis der Mitarbeitervertretung in den Einrichtungen der katholischen und evangelischen Kirche (kurz ZMV – Die Mitarbeitervertretung) ist eine juristische Fachzeitschrift, die sich vor allem mit Fragen des besonderen Arbeits- und Mitbestimmungsrechts im Bereich der evangelischen Kirchen sowie der katholischen Kirche in Deutschland beschäftigt. Sie wurde 1991 von Renate Oxenknecht-Witzsch begründet und erscheint seitdem zweimonatlich im Ketteler-Verlag, Köln. Sie ist auszugsweise digital verfügbar. Auf der Website der ZMV gibt es zudem eine frei verfügbare Datenbank mit kirchlicher Rechtsprechung.
Herausgeber (Stand: August 2023):
- Jacob Joussen (verantwortlicher Schriftleiter)
- Detlev Fey (stellvertretender Schriftleiter)
- Joachim Eder, ehem. Vorsitzender der Zentral-KODA
- Thomas Schwendele, ehemaliges Mitglied der Zentral-KODA und der Arbeitsrechtlichen Kommission des Deutschen Caritasverbandes
- kifas gemeinnützige GmbH, KAB-Institut für Fortbildung und angewandte Sozialethik, vertreten durch Christoph Jacobowsky

Ständige Mitarbeiterinnen und Mitarbeiter:
- Walter Berroth, ehem. Vorsitzender des Gesamtausschusses der Evangelischen Landeskirche in Baden
- Ulrike Gaffron, Juristische Referentin der LakiMAV Württemberg der Evangelischen Landeskirche in Baden
- Katharina Herrmann, Referat Arbeitsrecht und Organisationsberatung EKD, Geschäftsführung der ARK-EKD und der ARK-EKD Ost